# Jean-Antoine Giansily
Pour les articles homonymes, voir Giansily.
Jean-Antoine Giansily, né le 8 février 1947 à Ajaccio, est un haut fonctionnaire et homme politique français.

## Biographie
D'une famille originaire de Lozzi (Niolu), est père de trois enfants, dont le pianiste de jazz et compositeur Jean-François (Jef) Giansily, né à Paris en 1980.
Diplômé d'économie, licencié ès lettres et maître en philosophie, il travaille d'abord au ministère des Finances.
De 1978 à 1983, il est secrétaire général des Jeunes indépendants et paysans. En 1987, alors membre du comité directeur du Centre national des indépendants et paysans, il se prononce en défaveur d'une alliance avec le Front national.
 (janvier 2017).
19 mai 1995 - 19 juillet 1999 : député européen.
16 janvier 1997 - 19 juillet 1999 : vice-président de la Commission des Budgets du Parlement européen.
Mars 1983 -mars 2001: conseiller du XVe arrondissement de Paris.
Mars 1989 - mars 2001 : conseiller de Paris.
Juin 1995 - mars 2001 : adjoint au maire de Paris.
Membre du Club de l'horloge, il est chargé d'examiner les candidatures à partir de 1985, et est vice-président de 1988 à 1992. Suspendu de ses fonctions après le référendum sur le traité de Maastricht, car il a appelé à voter pour alors que les quatorze autres membres du conseil d'administration se sont prononcés contre, il quitte le club en 1995, en désaccord avec la ligne anti-européenne des dirigeants. 
Européen fédéraliste militant depuis son adhésion au CNI en 1974, il cesse toute activité politique en 2001 pour revenir à ses activités professionnelles. Il est depuis 2009 vice-président du CIFE (Centre international de formation européenne) dont le siège est à Nice, et dont il est désormais le doyen du Conseil d'Administration.
De retour au MINEFI en 2001, il est Chef de la Mission Économique à Istanbul (2001-2005) puis à Bratislava (2005-2009)

## Décorations
- Commandeur de l'Ordre National du Mérite
- Officier du Mérite Agricole
- Officier de l'Ordre National du Mérite Roumain
- Officier de l'ordre National Togolais du Mono

## Ouvrages
Jean-Antoine Giansily, titulaire d'une maîtrise de philosophie et d'un CES de Sciences Économiques, obtenus à l'université de Nice en 1970, est entré au Ministère de Finances en 1973. À côté de sa carrière dans la fonction publique d’État, il se consacre à l'écriture, comme essayiste, polémiste et également comme créateur de revues et de journaux dont il est l'éditorialiste.
Après son élection à Paris en 1983, il signe essentiellement dans la presse du CNI.
En 1992, après avoir succédé à Yvon Briant à la présidence du CNI, après le décès accidentel de celui-ci, il décide de renouveler la réflexion au centre-droit. On lui doit[Qui ?] la création de la Revue de Politique Indépendante, qui deviendra par la suite Regard Européen, revues dont il est l'éditeur à travers la SEPI, et l'éditorialiste. La publication sera interrompue au printemps 2000. Il crée également France-Réelle, qui succède à France-Indépendante. Ces publications cesseront après son départ du CNI en 1997, et à partir de cette période, il se consacrera essentiellement à son mandat de député au Parlement européen
En 1993, il publie chez Denoël Le Pouvoir, le Réel et l'Illusoire, puis en 1994, toujours chez Denoël, Pinay l'indépendant, en hommage à son lointain prédécesseur à la tête du CNI. En 1998, il publie chez le même éditeur L'Union Européenne et la crise yougoslave : illusions et réalités. Son dernier ouvrage : Chroniques slovaques, parait aux Éditions Colonna à Ajaccio en 2010.
Ces articles portent surtout sur les États-Unis et ses relations avec la France (il a été président de l'association française du Traité Atlantique(AFCA) de 1996 à 2002, la Turquie, où il a résidé de 2001 à 2005), l'énergie en Europe centrale et la Slovaquie, pays où il a résidé de 2005 à 2009. Sa dernière publication « La réalité économique et monétaire du fédéralisme », est parue à l'automne 2016 dans l'Europe en formation. Il y tire les conclusions du Brexit sous l'angle de la monnaie fédérale européenne, l'euro.